# Burg Bollendorf
Die Burg Bollendorf in der Gemeinde Bollendorf im Eifelkreis Bitburg-Prüm steht auf einem Felsen in der Flussniederung der Sauer auf den Fundamenten einer ehemaligen römischen Befestigung. Die Burg war bis Ende des 18. Jahrhunderts Sitz einer zur Propstei Echternach gehörenden Unterprobstei, die von dort aus die Meiereien Bollendorf, Ernzen und Irrel verwaltete. Die Anlage ist heute im Privatbesitz und wird als Hotel mit Ferienwohnungen und Restaurant genutzt.

## Geschichte
Die genaue Entstehungszeit der Burganlage ist nicht bekannt. 716 ging der Besitz an die Abtei Echternach.
1619 wurde vom Abt Peter Richardt die Südwest-Ecke zum Wohnhaus umgebaut, indem er eine kreisrunde Wendeltreppe durch alle Stockwerke führte. Ab 1739 wurde der Bau von Abt Gregorius Schouppen erweitert und das Herrenhaus zum Barockschloss umgebaut; das Portal trägt die Jahreszahl 1776.

## Anlage
Von der mittelalterlichen Burganlage sind nur die Ringmauer und Reste eines Rundturms mit T-förmigen Schießscharten, aus der neueren Zeit ein Burgsaal, eine Burghalle und eine Ritterstube erhalten.

Burg Bollendorf
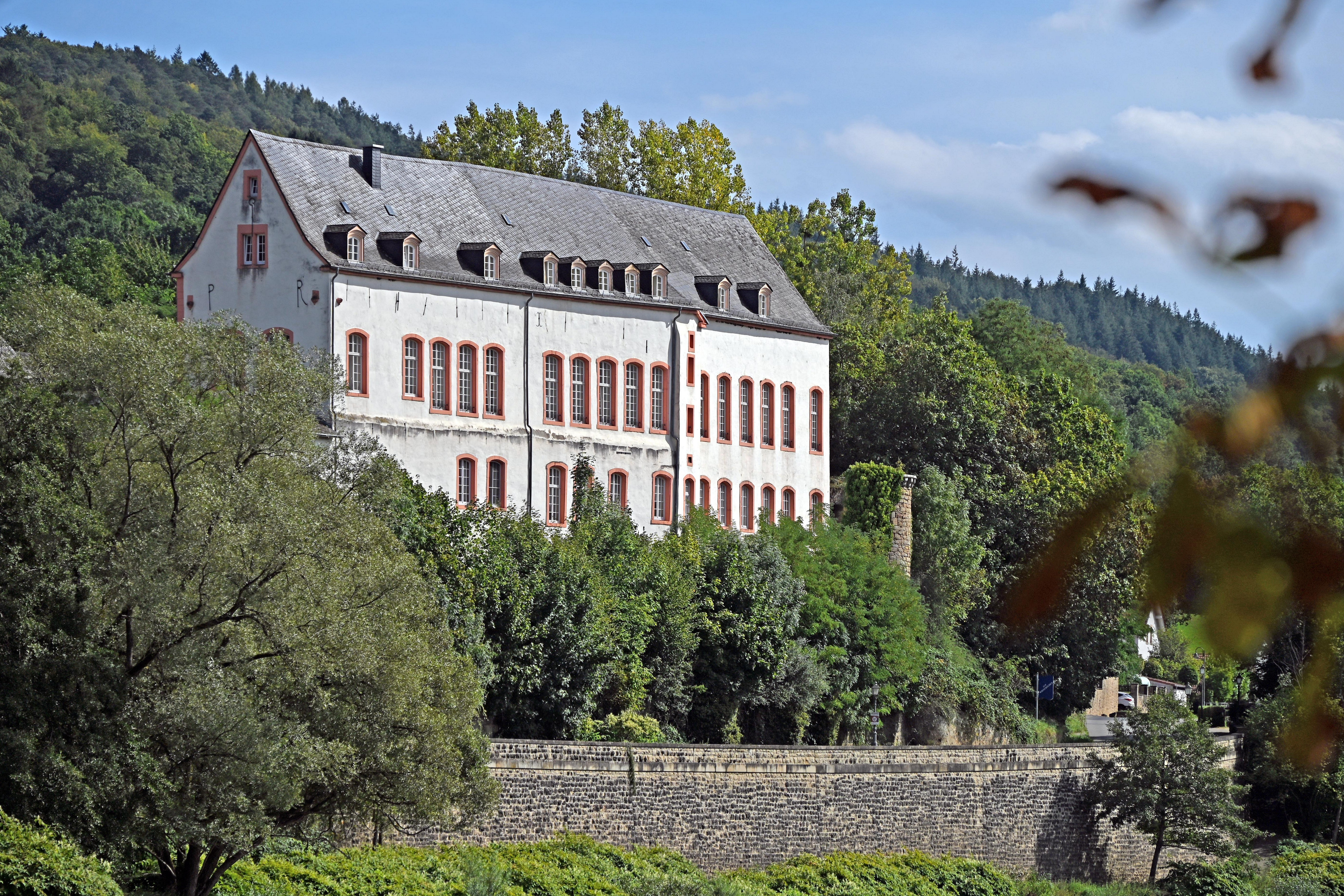
Burg Bollendorf auf einem Felsen in der Flussniederung der Sauer
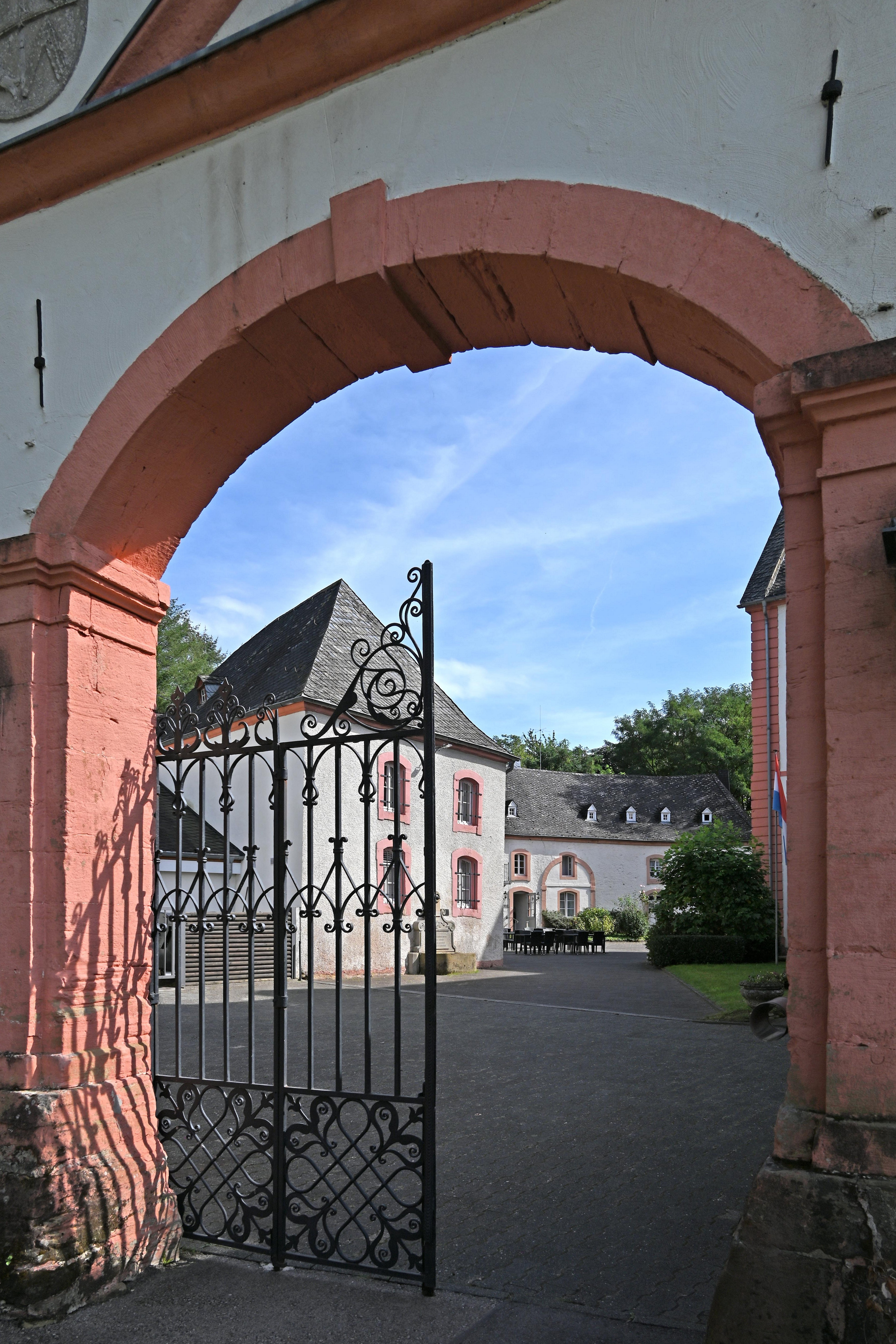
Toreinfahrt (1776)
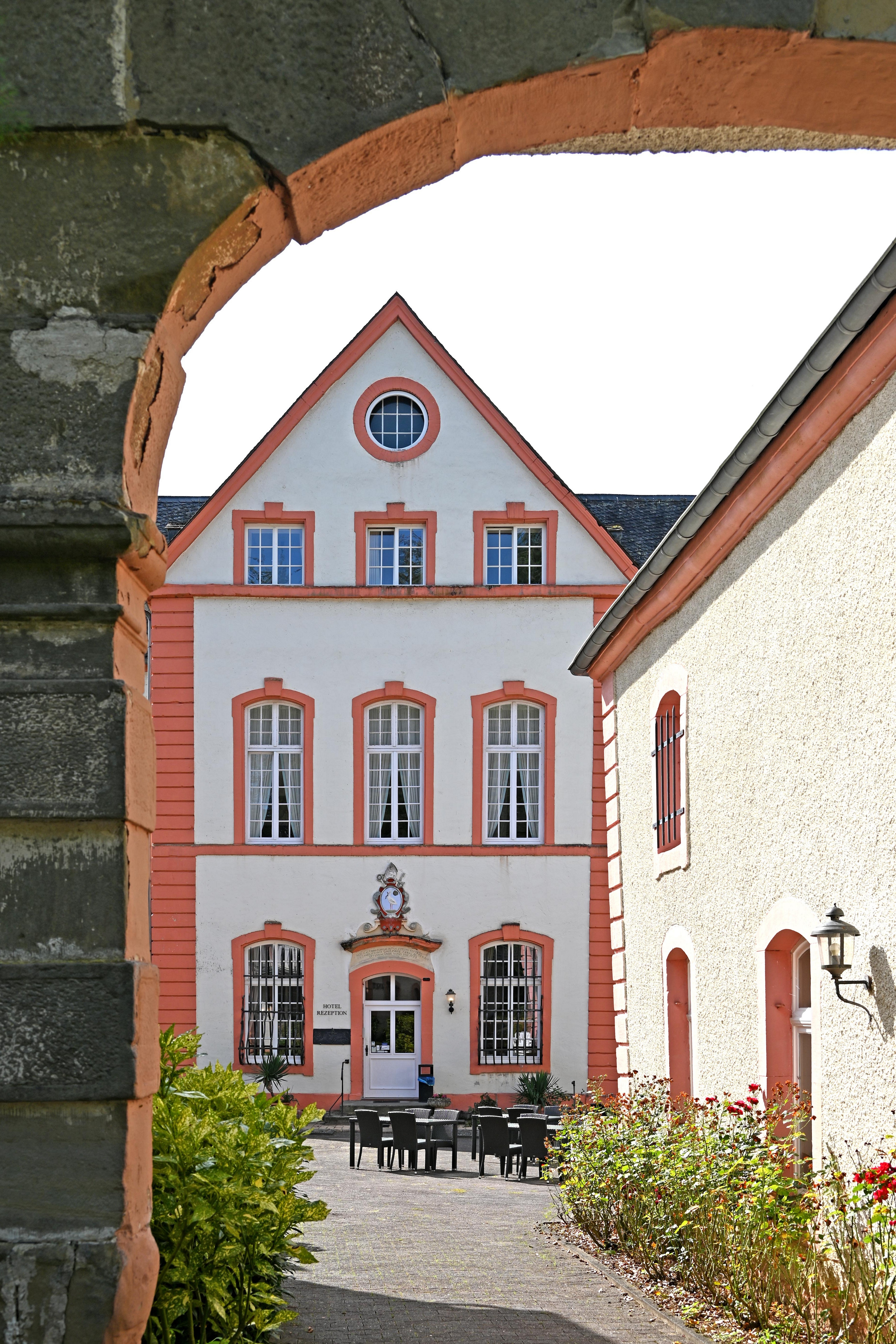
Mittelbau
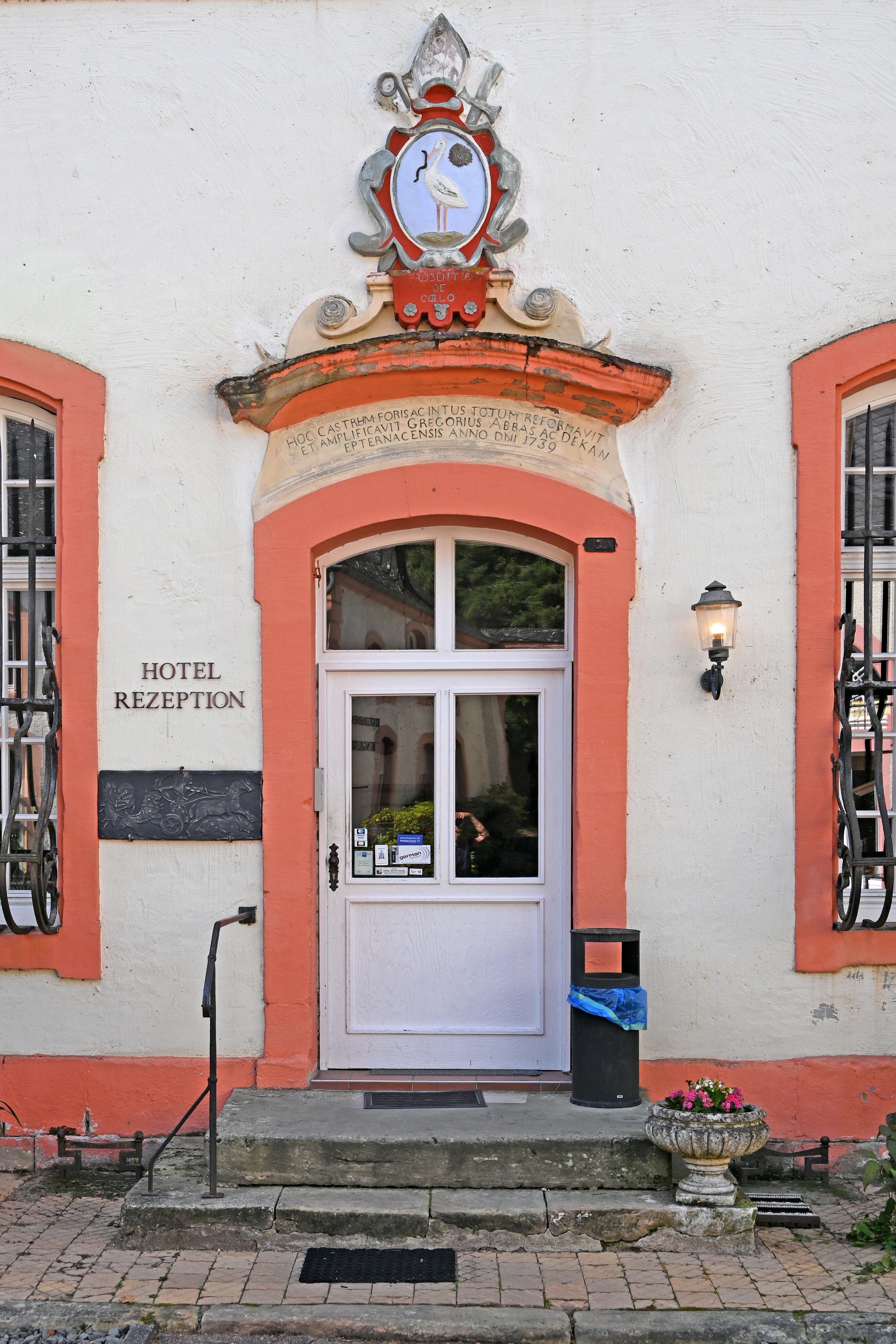
Schlossportal (1739)
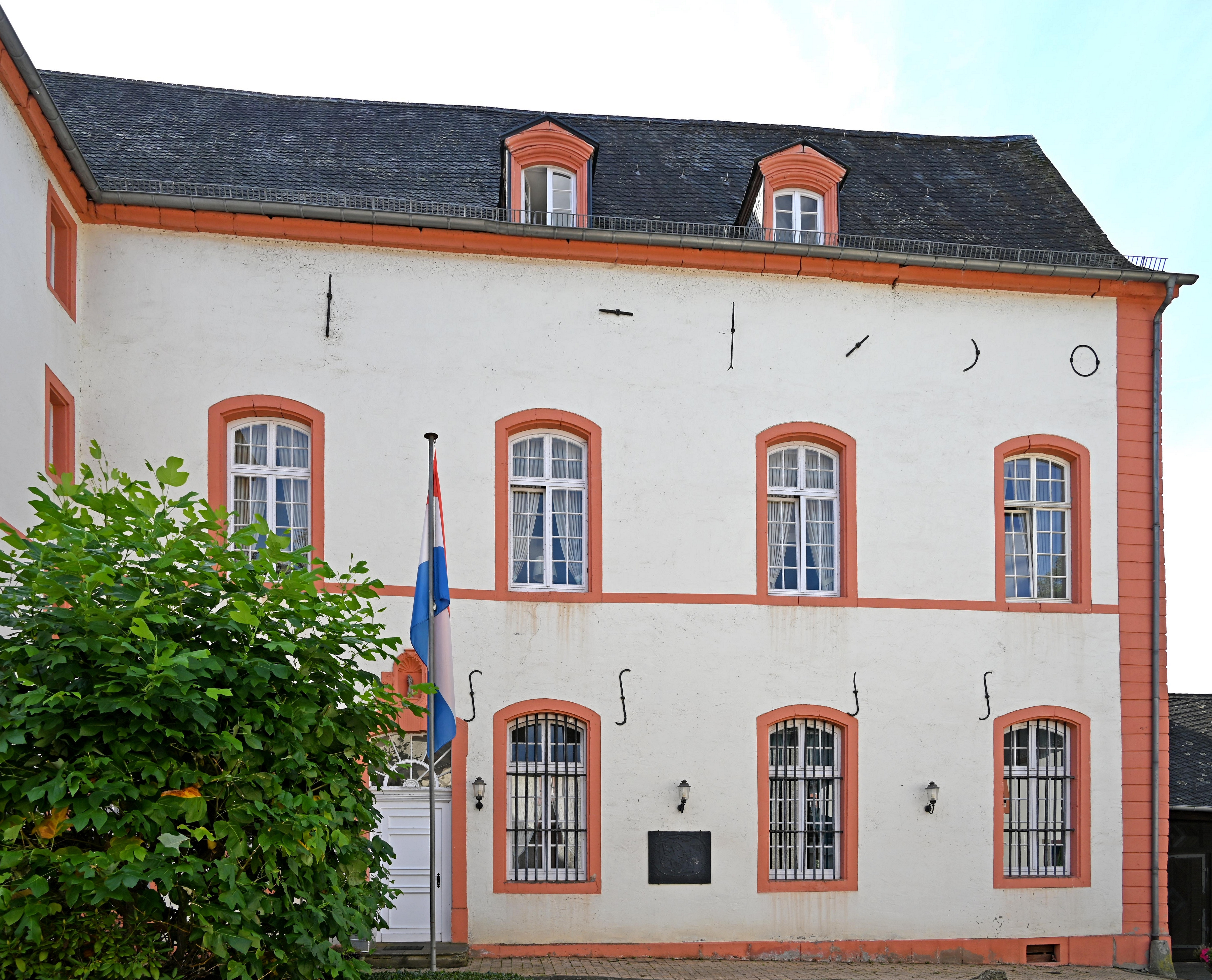
Nördlicher Teil (1619)
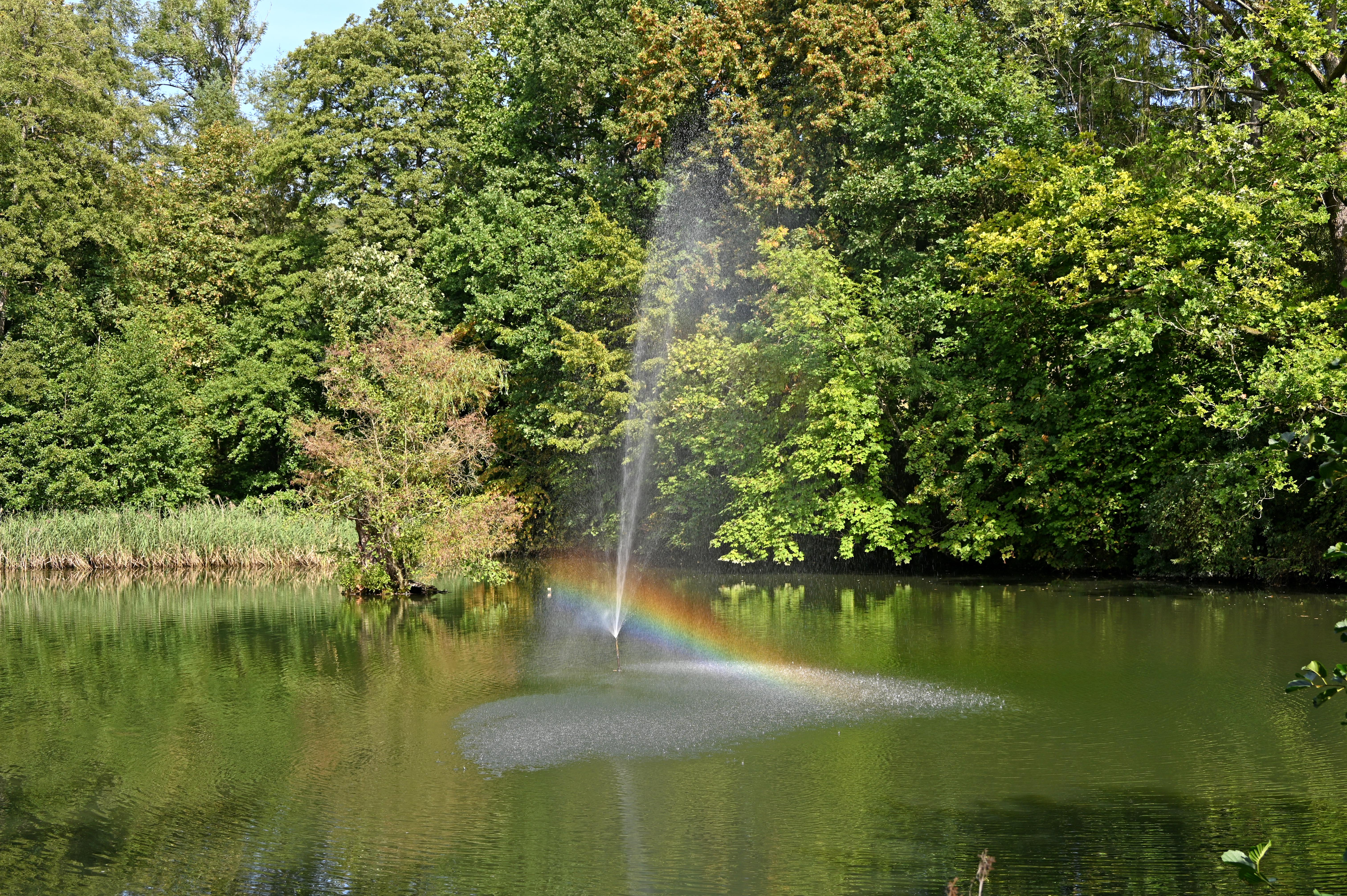
Parkanlage (1777)